# 龍華教
龍華教（ヨンファギョ、용화교）は、韓国全羅北道金堤郡（現金堤市）清道里龍華寺を本部としていたカルト宗教。教理を口実に信者から金品を恐喝し、女性信者を性暴行していたことが1962年に発覚し社会問題となった。
創始者は徐白一（1888年 - 1966年、本名徐漢春、号は真空、玄武）。警察に逮捕されると、性的暴行を認め「人間の三大欲求の中の一つの性欲を満足させたに過ぎず抑制するとかえって信頼を損なう」と開き直ったが、逆に被害者とされていた女性信徒らが性的暴行を否認し、22人の女性信徒は警察で集団検診を受けたことを人権侵害として韓国人権擁護協会に訴えるなどした。1966年3月27日の未明、徐白一が23歳の元信徒に刺殺されると教勢は急激に衰退し、「教主の墓を通して流れる水を飲むと病が治る」と信じた一部の狂信的信者が残ったがやがて没落した。
1969年7月12日、月刊誌『アリラン』にノンフィクション「ヨンファギョ」を連載した作家卓明煥と編集者が、ソウル地方検察庁に淫乱書籍製作および頒布容疑で起訴され、1971年に執行猶予判決が下された。